# Oksana
Oksana oder Oxana ist ein weiblicher Vorname.

## Herkunft und Bedeutung
Der Name Oksа́na kommt in unterschiedlichen Varianten hauptsächlich im ostslawischen Sprachraum vor. 
Er bedeutet „die Gastfreundliche“ und ist die Ukrainische Variante des gleichbedeutenden Namens Xenia, griechisch ξενία.
Ukrainische männliche Variante: Oksen. Belarussische Variante: Акса́на.

## Namenstag
- 24. Januar nach Xena von Rom[2]
- 11. September nach Xenia von St. Petersburg[3]

## Namensträgerinnen
- Oxana Alexandrowna Akinschina (* 1987), russische Schauspielerin
- Oksana Bajul (* 1977), ukrainische Eiskunstläuferin
- Oxana Wiktorowna Baulina (1979–2022), russische Journalistin und Aktivistin
- Oksana Bilosir (* 1957), ukrainische Sängerin und Politikerin
- Oksana Bulgakowa (* 1954), russische Professorin für Filmgeschichte
- Oksana Chusovitina (* 1975), deutsche Turnerin
- Oksana Chwostenko (* 1977), ukrainische Biathletin
- Oxana Cruc, moldauische Fußballschiedsrichterin
- Oxana Alexandrowna Domnina (* 1984), russische Eistänzerin
- Oksana Wladimirowna Fadejewa (* 1975), russische Tischtennisspielerin
- Oxana Jurjewna Grischina (* 1968), russische Bahnradsportlerin
- Oxana Wladimirowna Grischtschuk (* 1972), russische Eistänzerin
- Oksana Herhel (* 1994), ukrainische Ringerin
- Oksana Jakowljewa (* 1980), ukrainische Biathletin
- Oxana Jazkaja (* 1978), kasachische Skilangläuferin
- Oksana Jelessina (* 1986), russische Naturbahnrodlerin
- Oxana Iwanowna Jermakowa (* 1973), russische Degenfechterin
- Oksana Kalaschnikowa (* 1990), georgische Tennisspielerin
- Oxana Borissowna Kasakowa (* 1975), russische Eiskunstläuferin
- Oksana Kolenitchenko (* 1987), russische Doku-Soap-Darstellerin und DSDS-Kandidatin
- Oksana Kryger (* 1982), ukrainisch-dänische Schachspielerin
- Oxana Wladimirowna Kuschtschenko (* 1972), russische Freestyle-Skierin
- Oxana Lebedew (* 1987), deutsche Profitänzerin und Weltmeisterin im lateinamerikanischen Showdance
- Oksana Ljaturynska (1902–1970), ukrainische Dichterin und Bildhauerin
- Oksana Luzyschyna (* 1974), ukrainische Schriftstellerin, Übersetzerin und Literaturwissenschaftlerin
- Oksana Lyniv (* 1978), ukrainische Dirigentin
- Oxana Malaya (* 1983), ukrainisches Wolfskind
- Oksana Markarowa (* 1976), ukrainische Finanzministerin
- Oksana Mas (* 1969), ukrainische Künstlerin
- Oksana Masters (* 1989), US-amerikanische Behindertensportlerin (Handbike, Rudern, Biathlon und Skilanglauf)
- Oksana Iwanowna Neupokojewa (* 1976), russische Biathletin
- Oksana Nikiforowa (* 1976), deutsch-russische Tänzerin
- Oxana Omelchuk (* 1975), belarussische Komponistin, lebt in Deutschland
- Oksana Pal (* 1980), russische Handballspielerin
- Oksana Wiktorowna Robski (* 1968), russische Schriftstellerin
- Oxana Wiktorowna Romenskaja (* 1976), russische Handballspielerin und -trainerin
- Oksana Sabuschko (* 1960), ukrainische Schriftstellerin, Dichterin und Essayistin
- Oksana Sarana-Hungeling (* 1979), deutsche Schachspielerin ukrainischer Herkunft
- Oksana Schatschko (1987–2018), ukrainische Künstlerin und Aktivistin
- Oksana Schwez (1955–2022), sowjetische bzw. ukrainische Schauspielerin
- Oxana Yablonskaya (* 1938), US-amerikanisch-israelische Pianistin und Klavierpädagogin russischer Abstammung

## Nachweise
1. ↑  О.С. Мельничук та ін.: Етимологічний словник української мови. In: K.: Наукова думка (Hrsg.): Словники України. 7. Auflage. Nr. 4. Київ 2003, ISBN 966-00-0816-3, S. 175.
2. ↑  Xena (Xenia, Eusebia) von Rom. In: Joachim Schäfer: Ökumenisches Heiligenlexikon
3. ↑  Xenia Grigorievna von St. Petersburg. In: Joachim Schäfer: Ökumenisches Heiligenlexikon